# Kei Nishikori
Kei Nishikori (n. 29 decembrie 1989, Matsue, Japonia) este un jucător profesionist de tenis din Japonia, clasat pe locul 26 în lume. Cea mai bună clasare a carierei a fost locul 4 mondial. A câștigat 12 titluri ATP și a disputat finala de Mare Șlem de la US Open în 2014, pierdută la Marin Čilić.   
În 2016, la Jocurile Olimpice de la Rio, Nishikori a câștigat medalia de bronz la simplu masculin.

## Finale de Grand Slam

### Simplu: 1 (0–1)
| Rezultat | An   | Turneu  | Suprafață | Adversar    | Scor          |
| -------- | ---- | ------- | --------- | ----------- | ------------- |
| Loss     | 2014 | US Open | Ciment    | Marin Čilić | 3–6, 3–6, 3–6 |

## Viața personală
S-a mutat în Bradenton, Florida, SUA la vârsta de 14 ani pentru a se antrena la celebra academie IMG Academy. A fost antrenat chiar de Brad Gilbert. 

## Legături externe
Materiale media legate de Kei Nishikori la Wikimedia Commons
- en ja Site oficial
- en Kei Nishikori la Association of Tennis Professionals
- en Kei Nishikori la Olympedia.org